# TSKイブニングワイド
『TSKイブニングワイド』（ティーエスケイ イブニングワイド）は、1984年10月1日から1988年3月31日まで山陰中央テレビで放送された、夕方のローカルワイドニュース番組である（『FNNスーパータイム』の山陰地方ローカル扱い）。正式タイトルは『FNN TSKイブニングワイド』で、年末年始にはフジテレビと同様に『FNNスーパータイム』と題して放送された。

## 放送時間

### 平日
- 月曜日 - 金曜日 18:00 - 19:00（1984年10月1日 - 1988年3月31日）

### 週末
- 土曜日 18:00 - 18:30、日曜日 17:30 - 18:00（1985年4月6日 - 1988年3月27日）

## キャスター
- 小原千明
- 多々納久美子
- 岡本隆志
- 児島悟子

## 備考
- 通常、ヘッドライン前の関東地方向けの挨拶はFNN各局で差し替えられていたため、フジテレビの『FNNスーパータイム』でしか見られなかったが、この番組では普段から差し替えられることなくそのまま放送されていた。同様に秋田テレビ『テレポートあきた』でも冒頭の挨拶がそのまま放送されていたが、こちらは関東ローカルニュースの件は秋田のものに差し替えられていた。
- 一方で、関東地方向けのヘッドライン項目もそのまま放送されたため、この番組では流れない特報などの予告が流れてしまっていた。後にヘッドラインのみ差し替えるように改善された。